# Andrea Deck
Andrea Deck, född 5 februari 1994 i Grosse Pointe, Michigan, är en amerikansk skådespelare.
Deck har bland annat medverkat i TV-serien Ljuset vi inte ser och Homeland. Hon har även medverkat i filmen The Ghost Writer.

## Filmografi (i urval)
- 2020 – Homeland (TV-serie)
- 2022 – The Ghost Writer
- 2023 – Ljuset vi inte ser (TV-serie)